# Chausie
Le Chausie est une race de chat originaire des États-Unis. Ce chat est caractérisé par son physique se rapprochant de celui du Chaus.

## Origines
Le Chausie est issu d'une hybridation entre un Chaus et un chat domestique.
Les premiers croisements eurent lieu à la fin des années 1960 afin d'avoir un chat au type sauvage et proche du Chaus mais avec un caractère d'animal domestique. On choisit des Abyssins, des Orientaux, des Bengals mais aussi des chats de gouttière ayant une allure sauvage.
Ces premiers hybrides (que l'on classifie comme F1 pour "première génération") offraient une alternative à la capture du Chaus, qui est un animal sauvage.
En 1995, la TICA enregistra la fondation de la race, puis en février 2001 elle changea de statut pour devenir une "race en cours d'évaluation". En mars 2003, le Chausie est promu au rang de "Nouvelle race", ce qui lui permet d'accéder à des expositions félines mais sans pour autant avoir la possibilité d'obtention de titre. C'est la dernière étape avant l'accès complet au championnat.
En France, le LOOF lui attribue le même statut que dans son pays d'origine. Les autres associations ne reconnaissent pas encore la race.

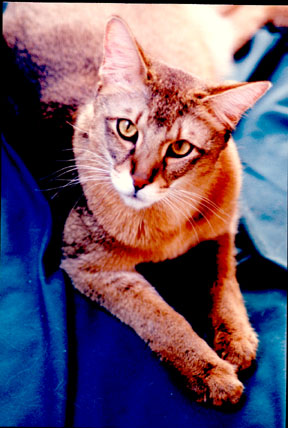
Mâle Chausie

La race étant encore jeune, les éleveurs travaillent encore sur ses caractéristiques pour le rapprocher du Chaus et pouvoir concourir en exposition. Actuellement, ce sont majoritairement des Abyssins qui sont croisés avec des Chausies afin de supprimer toute trace tabby mais en gardant le ticking de la robe.

## Standards
Le Chausie est un grand chat (particulièrement les mâles) à la silhouette longue et rectangulaire. La musculature du corps est puissante sans pour autant être très voyante. La cage thoracique ne doit pas être trop bombée mais la poitrine doit être bien large. Les pattes sont d'une longueur moyenne avec des muscles puissants mais une ossature dans la moyenne. Les pattes postérieures sont plus puissantes que la plupart des autres races (environ 3/4), mais possède, si possible, un nombre de vertèbres identique. Cette particularité ne doit en aucun cas empêcher la bonne articulation de la queue.
La tête est un large triangle aux contours a la base que vers l'extrémité qui est arrondie. Des plumets sont très appréciés.
La fourrure est courte et près du corps. Il n'y a que trois couleurs autorisées actuellement : le noir uni, le brown ticked tabby et le noir silver tipped (seule race à avoir cette robe).
Des croisements avec l'Abyssin, le Chaus (dans certaines conditions) et avec n'importe quel chat de gouttière sont encore autorisés.

## Caractère
Le chausie serait un chat actif, supportant mal la solitude et ayant besoin de compagnie. Il serait proche de son propriétaire, extraverti, et on dit également que c'est un chat très intelligent. Toutefois, ces traits de caractère étant avant tout en fonction de l'histoire de chaque chat, ils sont parfaitement individuels.

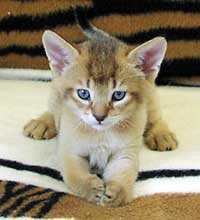
Chaton Chausie

## Santé
On catégorise les générations de Chausie après l'hybridation de F1, F2, F3, F4, etc., F1 étant la génération naissant directement d'une hybridation entre un chat domestique et un Chaus.
Les mâles des générations F1 à F3, voire F4 sont généralement stériles, ce qui complique considérablement le travail des éleveurs pour développer une race encore rare.
De plus, cette race est plus sensible à certains problèmes intestinaux. Certains sujets sont intolérants au gluten et ne supportent pas la nourriture industrielle tel que les croquettes.

### Sources
- (en) Cet article est partiellement ou en totalité issu de l’article de Wikipédia en anglais intitulé « Chausie » (voir la liste des auteurs).